# Santa Filomena do Maranhão
Santa Filomena do Maranhão är en kommun i Brasilien.   Den ligger i delstaten Maranhão, i den östra delen av landet, 1 200 km norr om huvudstaden Brasília. Antalet invånare är 7 063. Arean är 403 kvadratkilometer.
Terrängen i Santa Filomena do Maranhão är platt.
Omgivningarna runt Santa Filomena do Maranhão är huvudsakligen savann. Runt Santa Filomena do Maranhão är det glesbefolkat, med 13 invånare per kvadratkilometer.